# Николай Мефонский
Николай Мефонский (греч. Νικόλαος Μεθώνης; ум. между 1160 и год 1166) — видный учёный богослов и византийский философ XII века.
Стал епископом города Мефона (ныне Метони) в Патрасской митрополии при правлении византийского императора Мануила I Комнина около 1150 года. Обстоятельства его жизни практически неизвестны. Был советником императора по вопросам веры. Мечтал, что император сумеет объединить восточную и западную церкви.
Внёс большой вклад в развитие учения о единстве Церкви и государства. Горячий противник еретиков того времени, принимал участие в богословских спорах, как словом, так и пером. В частности, вёл полемику с Сотирихом Пантевгеном, связанную с борьбой между аристотелизмом и платонизмом. Боролся с богомилами, участвовал в дебатах с латинянами о Филиокве. Его взгляды про этому вопросу были одобрены синодами в 1157 и 1166 годы.
Труды Николая Мефонского являются сейчас одними из основных источников информации о мнениях противников ортодоксального византийского православия. Последняя из его 16 работ была написана в 1160. Смерть Николая Мефонского датируется между 1160 и 1166 годом.
Упомянут в Patrologia Graeca (Греческая патрология), отредактированном собрании трудов Отцов Церкви и различных светских авторов, написанных на греческом койне и византийском языке.
Епископ Арсений, в обширной монографии о Николае Мефонском («Христианское Чтение», 1882 и 1883), очень высоко оценил его сочинения, за обширную эрудицию и силу доказательств.

## Работы
- «Опровержение наставлений Прокла Платоника» (изд. 1825, Франкфурт-на-Майне) — обширное философское исследование, посвященное подробному разбору неоплатонической философии, возродившейся в Греции в его время;
- «Обличение латинян по пунктам» — одно из самых подробных средневековых византийских обличений латинства, представляющее, впрочем, в значительной степени компиляцию мыслей патриарха Константинопольского Фотия ;
- «К соблазняющимся словами апостола: 1 Кор. XV, 28» — трактат против приверженцев языческой философии в христианстве;
- «Об евхаристии, к сомневающимся»;
- «О словах литургийной молитвы: ты еси приносяй и приносимый»;
- «К вопросившему, есть ли предел жизни и смерти и Бог не есть ли виновник зла»;
- «О пререканиях по поводу постановления патриарха и об иерархии».